# Tipula plumipes
Tipula plumipes är en tvåvingeart som beskrevs av Carl Peter Thunberg 1789. Tipula plumipes ingår i släktet Tipula och familjen storharkrankar. Inga underarter finns listade i Catalogue of Life.